# 卡座
卡座，全称为“卡式磁带录音座(Cassette Tape Deck)”，又称为“盒式磁带录音座(Cassette Tape Recorder)”，是一种立体声磁带录音设备。卡座使用标准的盒式录音磁带，盒式磁带是把磁带装在一个10cm×6cm的塑料制长方形小盒里，磁带宽度3.81mm，磁带表面有4个磁道，分为A/B两个播放面，磁带厚度9μm～18μm之间，磁带长度有30分、60分、90分、120分数等多种规格，磁带运行速度4.76cm/s。与普通盒式磁带录音机不同，中高档卡座通常采用三磁头、石英马达、闭环驱动、杜比降噪等高端技术，从而获取高音质录音与回放。通常卡座不包含功率放大和扬声器等部分，因此需要外接功放和音箱系统。